# بنیامین برند
بنیامین برند (زاده ۱۰ ژوئیه ۱۹۸۹) داور فوتبال آلمانی است که در شهر بامبرگ زندگی می‌کند و مشغول به تحصیل در مدیریت اجرایی کسب و کار است. او برای FC Schallfeld 1946 از اتحادیه فوتبال بایرن داوری می‌کند.

## دوران داوری
برند در سال ۲۰۱۰ برای قضاوت در سطح DFB انتخاب شد و پس از دو سال برای داوری در سطح بوندسلیگا .۲ ارتقاء یافت. 
در تابستان سال ۲۰۱۵ برای داوری در بالاترین سطح از فوتبال آلمان در فصل ۱۶–۲۰۱۵ برگزیده شد و اولین قضاوت خود در بوندسلیگا را به تاریخ ۲۲ اوت ۲۰۱۵ در دیدار بین دو تیم شالکه و دارماشتات انجام داد. او جایگزین دو داور بازنشسته پیتر گاگلمن و تورستن کینهوفر شد.